# Fight the Power
"Fight the Power" är en låt skriven och framförd av Public Enemy. Låten är från Spike Lees film Do the Right Thing och gavs sedan också ut på albumet Fear of a Black Planet.
Chuck D tog titeln (och refräng-sloganen "fight the power that be") från en funklåt av The Isley Brothers: Fight the Power, part 1 & 2.